# The Rolling Stones (EP)
The Rolling Stones es el primer EP de la banda de rock británico The Rolling Stones, publicado el 17 de enero de 1964 por el sello discográfico Decca. 

## Grabación y lanzamiento
Esta grabación se lanzó como una prueba del atractivo comercial de la banda antes que Decca Records se comprometiera con ellos para hacer un álbum, el cual sería The Rolling Stones. Incluye cuatro temas grabados en dos sesiones separadas entre agosto y noviembre de 1963. The Rolling Stones es una serie de covers con algunos de los músicos de R&B favoritos de la banda. 
Impact Sound aparece como el productor oficial del EP. Eric Easton posiblemente también se implica, y Andrew Loog Oldham produjo la pista inicial "Bye Bye Johnny".
El EP llegó al lugar #13 en el UK Singles Charts. También fue lanzado en Canadá en 1964 por London Records Canada. La edición fue idéntica a la versión británica con el número de sello británico DFE 8560. Tres temas nunca fueron lanzados oficialmente en EE. UU. hasta 1972, cuando apareció el disco recopilatorio no oficial More Hot Rocks (Big Hits & Fazed Cookies); "You Better Move On" apareció en 1965 en el disco December's Children (And Everybody's), y "Poison Ivy" fue incluido en la versión remasterizada de More Hot Rocks en 2002. No disponible durante décadas, The Rolling Stones fue finalmente reeditado en formato CD el año 2004, dentro del box-set Singles 1963–1965 publicado por ABKCO Records. En noviembre de 2010, fue puesto a disposición como parte del box set en vinilo de edición limitada titulado The Rolling Stones 1964-1969, y en 2011 como parte de la compilación 60's UK EP Collection. El 23 de noviembre de 2012 el EP fue reeditado en disco de vinilo de 7 pulgadas por parte de Record Store Day Black Friday 2012.

## Lista de canciones
| Lado uno |                                      |          |  |
| N.º      | Título                               | Duración |  |
| 1.       | «Bye Bye Johnny» (Chuck Berry)       | 2:09     |  |
| 2.       | «Money» (Berry Gordy/Janie Bradford) | 2:31     |  |

| Lado dos |                                          |          |  |
| N.º      | Título                                   | Duración |  |
| 3.       | «You Better Move On» (Arthur Alexander)  | 2:39     |  |
| 4.       | «Poison Ivy» (Jerry Leiber/Mike Stoller) | 2:06     |  |

## Personal

### The Rolling Stones
- Mick Jagger – voz, pandereta
- Brian Jones – guitarra, coros, armónica, percusión
- Keith Richards – guitarra, coros
- Charlie Watts – batería
- Bill Wyman – bajo, coros